# Anatoli Jewgenjewitsch Lokot

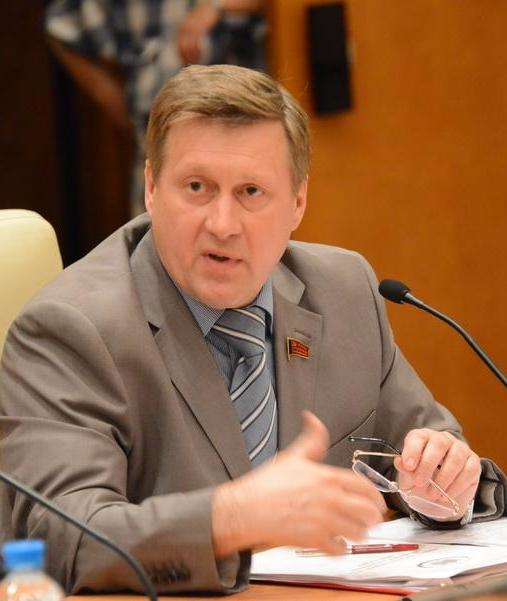
Anatoli Jewgenjewitsch Lokot

Anatoli Jewgenjewitsch Lokot (russisch Анатолий Евгеньевич Локоть; * 18. Januar 1959 in Nowosibirsk) ist ein russischer Politiker der Kommunistischen Partei der Russischen Föderation (KPdRF). Er war von 2003 bis 2014 Abgeordneter der Staatsduma der Russischen Föderation und von 2014 bis 2024 Bürgermeister von Nowosibirsk.

## Biographie
Lokot absolvierte 1981 das Nowosibirsker Elektrotechnische Institut (heute Staatliche Technische Universität Nowosibirsk). Von 1984 bis 2003 arbeitete er am Forschungsinstitut für Messinstrumente in Nowosibirsk und war an der Entwicklung des russischen Luftabwehrsystems S-300 beteiligt.
1984 wurde Lokot Mitglied der Kommunistischen Partei der Sowjetunion und ist seit deren Gründung Mitglied der KPdRF.
Im Dezember 1996 wurde Lokot in den Regionalrat, vier Jahre später in den Stadtrat von Nowosibirsk gewählt.
Seit 2003 wurde Lokot zum Abgeordneten der 4. Staatsduma, 5. Staatsduma und 6. Staatsduma gewählt.
Im Februar 2006 wurde er erster Sekretär des Nowosibirsker Oblastkomitees der KPdRF. 
Im Dezember 2008 wurde Lokot Mitglied des Zentralkomitees (ZK) der KPdRF, 2017 auch des Präsidiums des ZK.
Am 6. April 2014 wurde er mit 43,75 Prozent der Stimmen zum neuen Bürgermeister von Nowosibirsk gewählt, woraufhin er von seinem Duma-Mandat zurücktrat.